# Tassa per l'occupazione di spazi e aree pubbliche
La tassa per l'occupazione di spazi ed aree pubbliche, nota come TOSAP, è stato un tributo che veniva applicato a favore dei Comuni e delle Province per le occupazioni di qualsivoglia natura eseguite, anche senza titolo, nelle strade, piazze, parchi e, ad ogni modo, su beni appartenenti al demanio e al patrimonio indisponibile degli enti locali.

## Evoluzione storica della normativa
La tassa per l'occupazioni di spazi ed aree pubbliche è stata disciplinata inizialmente da alcuni articoli (da 192 a 200)  del R.D. 14 settembre 1931, n. 1175 (noto come Testo Unico sulla Finanza Locale) che ha dato una sistemazione organica a tutto il sistema tributario riguardante questa tassa.
Con la legge 1992 n. 421 il Governo ha ricevuto dal Parlamento la delega per la revisione e la razionalizzazione delle disposizioni in materia di sanità, di pubblico impiego, di previdenza e di finanza territoriale. In modo specifico l'articolo 4 di detta legge, che contiene la delega per la finanza territoriale, al comma 4 prevede le disposizioni relative alla tassa per l'occupazione di spazi e aree pubbliche di pertinenza dei Comuni e delle Province.
Il Governo ha provveduto, successivamente, con il D.lgs. 15 novembre 1993, n. 507 disciplinando la Tosap nel capo II, articoli da 38 a 57. Quest'ultimo modificato dal D.lgs. 28 dicembre 1993 n. 566 assieme all'imposta comunale sulla pubblicità.
Successivamente, gli articoli contenuti nel D.lgs. 507 del 1993 sono stati, inizialmente, abrogati con vigenza 1º gennaio 1999 dall'articolo 51 del D.lgs. n. 446 del 15 dicembre 1997; il seguente articolo 63 aveva consentito ai Comuni e Province di istituire, tramite delibera regolamentare, un canone per le occupazioni di aree pubbliche.
Tramite l’art. 31 comma 14 della Legge 23 dicembre 1998 n. 448 il Legislatore ha reintrodotto il prelievo (Tosap).
In seguito, l’art. 18 della Legge 23 dicembre 1999 n. 488 (legge finanziaria 2000) ha introdotto significative modifiche all’art. 63 del D.lgs. n. 446 del 1997. Tali innovazioni riguardano la Tosap limitatamente alle occupazioni permanenti realizzate per l’erogazione di pubblici servizi. 
Il Ministero delle Finanze ha fornito delucidazioni in merito all'applicazione delle preaccennate disposizioni chiarendo che le innovazioni introdotte trovano immediata applicazione, senza la necessità di apposite deliberazioni di recepimento.
La Legge 27 dicembre 2019 n. 160 (Legge di Bilancio 2020) ha abrogato il Capo II del D.lgs. n. 507 del 1993 ed ha istituito il Canone Unico Patrimoniale che ha sostituito la tassa per l'occupazione di spazi ed aree pubbliche.

## Presupposti per l'applicazione
Il presupposto della Tassa per l'occupazione di spazi e aree pubbliche è ravvisabile nella sottrazione di suolo pubblico all'uso indiscriminato della collettività; tale sottrazione è effettuata per il vantaggio proprio dei singoli.
Sono sottoposte a tassazione le occupazioni di qualsivoglia natura effettuate, anche in assenza di un titolo. 
In merito, due differenti tesi convivono ai fini dell'applicazione di tale tributo:
- tesi formalistica che ritiene necessaria la presenza di provvedimenti autorizzativi o concessori;

- tesi sostanzialistica che reputa sufficiente la mera occupazione dell'area e dello spazio pubblico.

Il Giudice di legittimità ha palesato di aderire a questa seconda impostazione ritenendo applicabile il tributo anche alle occupazioni effettuate in assenza di previo rilascio autorizzativo. Da ciò discende che, nonostante la ratio di tale tributo risieda nell'ottenimento di un provvedimento di concessione il suo presupposto è collegato alle occupazioni di qualunque natura e, dunque, effettuate anche in assenza di titolo, a patto che l'obbligazione tributaria discenda direttamente della legge e non da un provvedimento di concessione.
L'utilizzazione, anche abusiva, di uno spazio pubblico è un requisito necessario ma non sufficiente a giustificare l'imposizione e, infatti, è fondamentale che l'occupazione di dette aree sia effettiva e consista in una reale sottrazione alla collettività di suolo pubblico da parte dell'occupante.
L'effettiva sottrazione può realizzarsi sia tramite la costruzione di opere visibili e sia nella semplice disponibilità dell'area, o nel non consentire ad altri di disporne e fruirne.
Affinché possa sorgere l'obbligazione tributaria è necessario un ulteriore presupposto ravvisabile nel beneficio economico che l'occupante ricava dall'utilizzo del suolo pubblico.
Possiamo identificare pertanto due tipologie di presupposti per l’applicazione della Tosap:
- l’occupazione di uno spazio, anche sovrastante o sottostante, appartenente al patrimonio indisponibile del Comune o di altro ente;
- il vantaggio economico che dall’occupazione ne deriva.

### Presupposti Tosap e servitù di pubblico passaggio
La Tosap si applica anche alle occupazioni realizzate su tratti di aree private in cui risulti costituita servitù di pubblico passaggio. La nozione di servitù è più ampia rispetto a quanto previsto nel Codice civile, dovendosi garantire non solo il diritto di passaggio all'ente pubblico ma anche che tale utilità sia garantita all'intera collettività.
L'occupazione del privato che determina la sottoposizione al tributo deve essere iniziata dopo la costituzione della servitù a favore dell'ente; in caso la servitù sia costituita successivamente all'occupazione del suolo privato non si determinerà una fattispecie imponibile ai fini Tosap.

## Soggetti dell'imposta
Con riferimento al creditore e al debitore del tributo, l’articolo l’art. 39 del D.lgs. n. 507 del 1993 definisce i soggetti interessati dalla Tosap, nello specifico soggetti attivi e passivi.

### Soggetti passivi
La tassa è dovuta al Comune o alla Provincia, sul cui territorio insiste l'occupazione, dal titolare dell'atto di concessione o, in mancanza, dall'occupante di fatto relativamente alla superficie concretamente sottratta. Quindi il soggetto passivo, o debitore di imposta, è l'individuo titolare del provvedimento di concessione o di autorizzazione, indipendentemente dalla persona che utilizza in concreto lo spazio interessato, o, in mancanza di autorizzazione o concessione, il soggetto passivo d’imposta si identifica con l’occupante di fatto.
Nel caso in cui l'ente impositore della tassa revochi le concessioni o le autorizzazioni, al contribuente spetta la restituzione della tassa pagata in anticipo al netto degli interessi. Tuttavia, essendo dovuta la Tosap anche quando l'occupazione diventi abusiva, a seguito della revoca degli atti di concessione, ne deriva che la tassa deve essere restituita solo se sia mancata effettivamente l'occupazione.

### Soggetti attivi
Sono soggetti attivi, o creditori dell’imposta, il Comune o la Provincia sul cui territorio insiste l'occupazione di suolo pubblico. In particolare, a livello locale, tale pertinenza è esercitata dal Consiglio comunale.
Il Comune e la Provincia sono tenuti ad approvare il regolamento per l'applicazione della tassa con cui dovranno regolare le modalità per la richiesta, i criteri di applicazione e il rilascio o la revoca delle concessioni o autorizzazioni. 
I Comuni non possono disciplinare l'aumento delle tariffe in modo difforme e né farne pendere l'intero aumento su una sola categoria di soggetti, dovendo esercitare la propria potestà in modo conforme ai principi della proporzionalità del prelievo in merito alla superficie occupata effettivamente, alla durata delle occupazioni a cui si allude e dell'equa distribuzione del sacrificio per le categorie interessate.

## Tipologia delle occupazioni soggette a Tosap
Le occupazioni di spazi ed aree pubbliche si articolano in due tipologie:
1. occupazioni permanenti in cui la durata dell'occupazione non è inferitore ad un anno (la tassa attiene ad anni solari interi);
2. occupazioni temporanee in cui la durata dell'occupazione è inferiore ad un anno (la tassa attiene ai giorni dell'occupazione parametrati alle ore di effettiva occupazione).

La sola durata (infra o ultra annuale) dell'occupazione non rappresenta adeguato discrimen legale per qualificare come permanente o temporanea l'occupazione poiché è da considerarsi permanente unicamente l'occupazione, autorizzata dall'ente locale, che determina la sottrazione continuativa del suolo pubblico per una durata superiore all'anno, mentre tutte le altre devono considerarsi temporanee.
I criteri distintivi tra le due tipologie hanno grande rilevanza nella determinazione del quantum debeatur del tributo.
Per le occupazioni che si protraggono per un periodo maggiore rispetto a quello consentito originariamente si applica la tariffa dovuta per le occupazioni temporanee, di carattere ordinario, maggiorata del 20 percento.

### Occupazioni permanenti
Sono permanenti le occupazioni di spazi e aree pubbliche che:
- sono effettuate a seguito di un rilascio di un atto di concessione, attraverso il quale viene disciplinata la durata della concessione stessa e le attività dell'occupante relative all'utilizzazione del suolo pubblico;
- abbiano carattere di stabilità e comunque che la loro durata non sia inferiore ad un anno;
- comportino o meno l'esistenza di manufatti o impianti, cioè che l'occupazione non è necessariamente collegata alla costruzione di opere visibili ma può consistere anche nella mera occupazione degli spazi o dell'area occupati impedendo, in questo modo, ad altri di poterne fruire.

L'occupazione, qualora non risulti abusiva, è sempre fondata su un atto di concessione; tale occupazione viene classificata come permanente solo quando ricorra il doppio presupposto della natura stabile e della durata non inferiore ad un anno.
La stabilità dell'occupazione si sostanzia nell'esclusiva disponibilità in capo all'occupante dello spazio in concessione impedendo ad altri di disporre dei medesimi spazi, e ciò esclude automaticamente la possibilità di classificare l'occupazione come permanente qualora questa sia disposta solo in determinati orari della giornata, al termine dei quali l'area torna nella disponibilità collettiva (lo stesso principio vale anche per le occupazioni limitate ad alcune giornate della settimana).
Perciò, la sola durata ultra annuale della occupazione del suolo pubblico non è elemento sufficiente per qualificare l'occupazione come permanente in quanto è necessario, contemporaneamente, il requisito della continuità.

#### Tariffe relative alle occupazioni permanenti
La tassa è dovuta per anni solari, ad ognuno di questi corrisponde un'autonoma obbligazione tributaria; ciò significa che l'obbligazione non è frazionabile nel caso in cui questa inizi o termini nel corso dell'anno, oppure non sia continuativa.
L'ammontare del tributo è, quindi, determinato sulla base delle tariffe indicate, differenziate in base alla classe di appartenenza del Comune; per i Comuni sono previste cinque classi, mentre per il suolo provinciale esiste un'unica categoria.
Per le occupazioni realizzate in spazi soprastanti o sottostanti il suolo pubblico l'ente impositore può ridurre la tariffa fino a un terzo.
Modalità particolari di tassazione sono previste per:
- occupazioni effettuate con tende fisse o retrattili, sporgenti direttamente sul suolo pubblico, per le quali le tariffe sono ridotte del 30 percento;
- occupazioni permanenti con autovetture destinate a trasporto pubblico nelle aree a ciò adibite dai Comuni e dalle Province, per le quali la tassa va commisurata alla superficie dei singoli posti assegnati.

La norma definisce ancora le modalità di tassazione dei passi carrabili. 

##### Passi carrabili
In modo dettagliato è disciplinata l'applicazione della Tosap relativamente ai passi carrabili.
Sono considerati passi carrabili quei manufatti costituiti da listoni di pietra, od altro materiale, o da appositi intermezzi lasciati nei marciapiedi. La tassa è proporzionata all'effettività della superficie occupata,  ma ridotta del 50% rispetto alle tariffe stabilite per le occupazioni ordinarie. Vi è un'ulteriore agevolazione del 10% nel caso in cui il passo carrabile  non sia utilizzato in concreto dal proprietario dell'immobile o da altri soggetti legati allo stesso da qualsiasi rapporto (parentela, affinità ad esempio).
Per quanto riguarda i cosiddetti '"accessi a raso" al manto stradale il comma 7 dell'articolo 44 del D.lgs. n. 507 del 1993 escludeva l'assoggettamento al tributo in presenza di semplice accesso, pedonale o carrabile, e in assenza di opere visibili che rendessero certa ed evidente l'occupazione, con la conseguente sottrazione del suolo pubblico. Il settimo comma è stato abrogato dall’art. 3 della Legge n. 549 del 1995 e la conseguenza di tale abrogazione è determinata dalla tassabilità dei passi carrabili a raso nel caso in cui ricorrano determinate condizioni individuate dalla giurisprudenza.
In definitiva:
- i passi carrabili che consistono in strutture che occupano in modo permanente parti di suolo pubblico[N 19] sono soggetti al pagamento della Tosap;
- i passi carrabili a raso che non rendono effettiva l'occupazione di aree pubbliche, non essendosi verificato il presupposto dell'occupazione del suolo pubblico, non sono soggette a tassazione ai fini Tosap;
- i passi carrabili a raso presidiati da apposito cartello segnaletico (il proprietario dell'immobile deve fare espressa richiesta da inoltrare ai Comuni o Province per il rilascio di tale cartello segnaletico) sono soggetti a tassazione, in quanto si verifica il presupposto d'imposta consistente nell'effettiva sottrazione del suolo pubblico all'uso indiscriminato della collettività.

### Occupazioni temporanee
Fanno parte di tale categoria:
- le occupazioni di suolo pubblico prive di autorizzazione;
- le occupazioni di suolo pubblico autorizzate ma per una durata inferiore ad un anno, anche se continuative;
- Le occupazioni di suolo pubblico non continuative (previste, ad esempio, per alcune ore del giorno e/o giorni della settimana) che difettano del carattere della stabilità dell'occupazione stessa, anche se di durata superiore ad un anno solare.

#### Tariffe relative alle occupazioni temporanee
Per le occupazioni di durata non inferiore a quindici giorni la tariffa va ridotta in misura compresa tra il 20% e il 50% di quella fissata in via ordinaria. 
Spetta all'ente territoriale determinare gli elementi qualificanti le occupazioni di durata pari o superiori a quindici giorni in base al proprio potere discrezionale (insindacabile se esercitato entro i limiti della delega regolarmente concessa dalla legge).
Per le occupazioni temporanee di durata non inferiore a un mese, o che si riscontrano con una certa regolarità, l'ente territoriale prevede la riscossione mediante convenzione a tariffa ridotta del 50%. In tale ipotesi vi è una deroga alla regola generale che prevede la determinazione delle tariffe sulla base di regolamenti predisposti in via unilaterale dall'ente impositore in favore di una determinazione convenzionale tra il soggetto occupante e l'ente stesso.

## Esenzioni
Le norme agevolative fiscali sono di stretta interpretazione e, quindi, applicabili solo ai casi espressamente previsti poiché rappresentano una deroga al principio di capacità contributiva sancito dall'articolo 54 della Costituzione.
L'articolo 49 del D.lgs. n. 507 del 1993 prevede le esenzioni relative alla Tosap che sono:
- le occupazioni effettuate dallo Stato e altri soggetti pubblici;
- le occupazioni effettuate dagli Enti territoriali e loro consorzi;[N 21]
- le occupazioni effettuate da Enti religiosi e Enti pubblici per finalità specifiche di assistenza, previdenza, sanità, educazione, cultura e ricerca scientifica e per l'esercizio di culti ammessi nello Stato;
- le occupazioni con manifestazioni culturali;
- le occupazioni effettuate da tabelle indicative delle stazioni e fermate e degli orari dei servizi pubblici di trasporto, nonché le tabelle che interessano la circolazione stradale purché non contengano indicazioni pubblicitarie; gli orologi funzionanti per pubblica utilità, sebbene di privata pertinenza, e le aste delle bandiere;
- le occupazioni occasionali purché non abbiano durata superiore a quella stabilita nei regolamenti di polizia locale;
- le occupazioni dovute alla sosta dei veicoli per il tempo strettamente necessario al carico e allo scarico delle merci;
- le occupazioni con impianti destinati ai servizi pubblici nei casi in cui sia stabilito nell'atto di concessione (o anche successivamente) la devoluzione gratuita al Comune o alla Provincia al termine della concessione stessa;
- le occupazioni con vetture destinate al servizio pubblico di linea oltre alle vetture a trazione animale durante le soste o nei posteggi ad esse assegnate;
- le occupazioni di aree cimiteriali;
- gli accessi carrabili per portatori handicap.

## Abrogazione
La Legge 160 del 27 dicembre 2019 (La Legge di Bilancio 2020) all'articolo 1 con il comma 816 ha introdotto, a partire dal 2021, il Canone Patrimoniale di concessione, autorizzazione o esposizione pubblicitaria denominato "Canone Unico Patrimoniale" (CUP) che ha come finalità ultima quella di riunire in un'unica forma di prelievo le entrate relative all'occupazione di aree pubbliche e la diffusione di messaggi pubblicitari. Tale canone, appunto, è destinato a sostituire l'attuale disciplina della tassa per l'occupazione di spazi ed aree pubbliche.